# خط ایدا
خط ایدا انگلیسی: Iida Line یک خط راه آهن وابسته به شرکت راه‌آهن مرکزی ژاپن است.